# سابور بن سهل

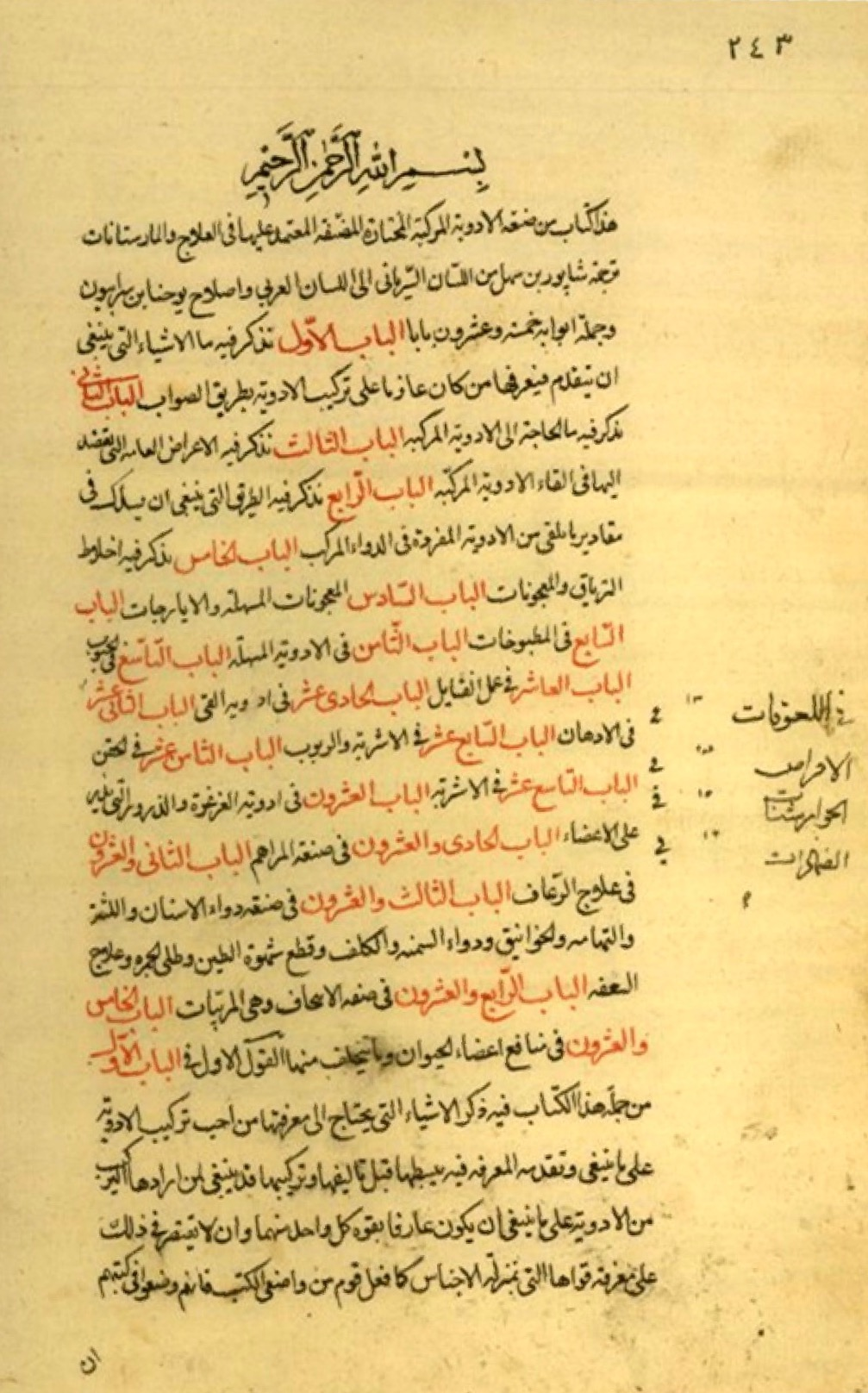
الصفحة الأولى من كتاب الأقراباذين لسابور بن سهل

سَابُورُ بْنُ سَهْلٍ أو شَابُورُ بْنُ سَهْلٍ (المتوفى 255 هـ / 869 م) هو طبيب فارسي نصراني. كان صاحب بيمارستان جنديسابور بفارس.
له تصانيف، منها:
- كتاب الأقراباذين.
- قوى الأطعمة ومضارعا ومنافعها.
- الرد على حنين - ويقصد به حنين بن إسحاق في كتابه في الادوية المسهلة.[1]
- القول في النوم واليقظة.[2]